# Фулхенсио Јегрос
Фулхенсио Јегрос и Франко де Торес (шп. Fulgencio Yegros y Franco de Torres; Кујкујо, 1780 – Асунсион, 17. јул 1821) био је први парагвајски председник и војсковођа.

## Биографија
Рођен је у породици војне традиције. Студирао је у Асунсиону и придружио се војсци. Прва борбена искуства имао је 1802. против Португалаца и 1807. године, када је био део парагвајских војних јединица, које су браниле Буенос Ајрес током британске инвазије Рио де ла Плате. Постао је капетан 1810. и гувернер округа Мисионес.
Јегрос и Педро Хуан Кабаљеро били су главне војне фигуре у револуцији у раним јутарњим сатима 15. маја 1811, која је довела до независности Парагваја од Аргентине. Након независности, Јегрос и Хосе Гаспар Родригез де Франсија изабрани су за конзуле Републике по узору на француску револуцију. Јегрос је основао прву војну академију у независном Парагвају.
Више је био војсковођа него политичар, а Франсија је засенио његову улогу конзула. Био је конзул Парагваја од 19. јуна 1811. до 12. октобра 1813, те од 12. фебруара 1814. до 12. јуна 1814. године. Након његовог последњег мандата, Франсија је постао једини владар Парагваја, а Јегрос се повукао из јавног живота на свој посед.
Године 1820, Јегрос је био учесник у револуцији којом се покушало сменити Франсију. Након неуспеха револуције, Јегрос је био затворен, те погубљен 17. јула 1821. године.